# Pierre Longue (Noyal-sous-Bazouges)

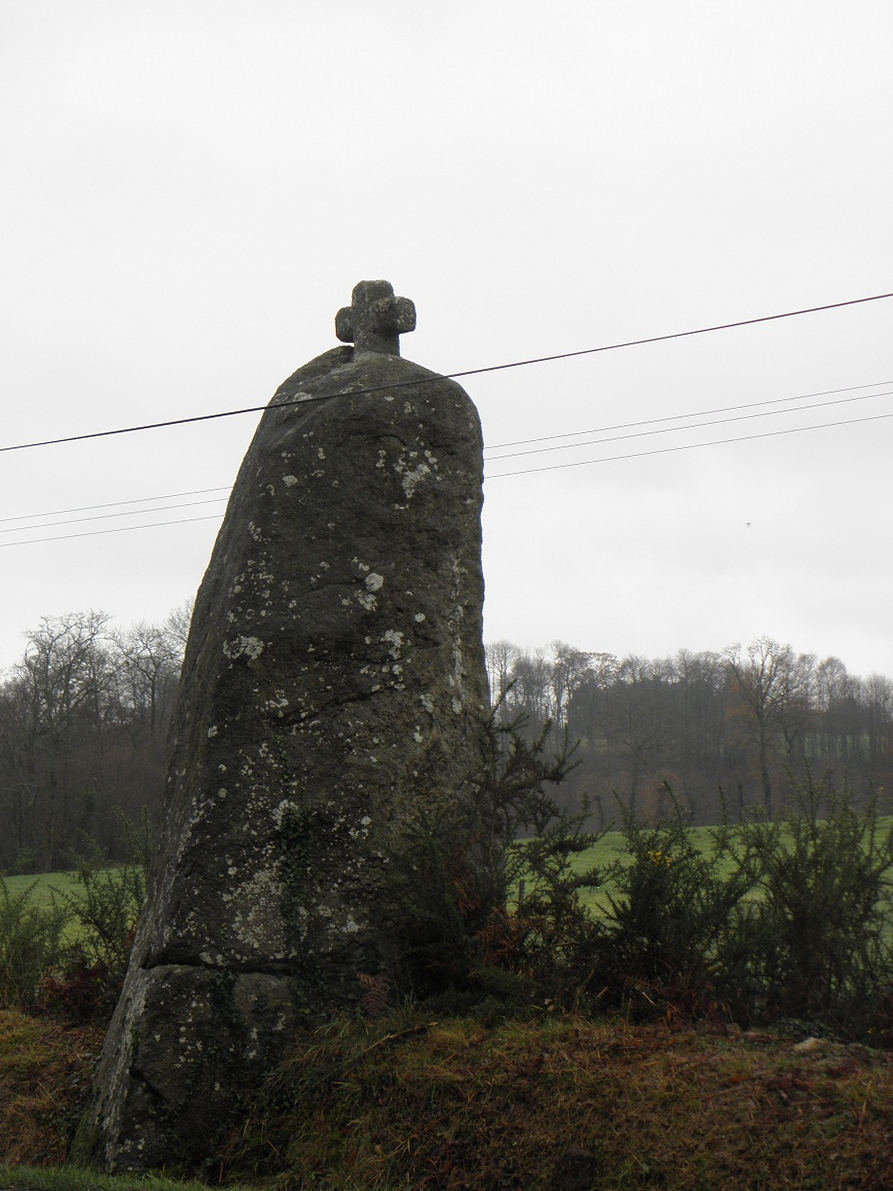
Pierre Longue von Noyal-sous-Bazouges

Der Pierre Longue (auch Menhir de Landes-Ros genannt) ist ein Menhir in Noyal-sous-Bazouges, südlich der Straße D 796 nach Bazouges-la-Pérouse im Département Ille-et-Vilaine in der Bretagne in Frankreich.
Der etwa 5,1 Meter hohe Menhir aus Granit, dessen vier Seiten nach den Himmelsrichtungen ausgerichtet sind, wurde zwischen 1846 und 1915 mit einem Steinkreuz christianisiert. Der leicht nach Süden geneigte Menhir hat die Form einer Pyramide mit vier unterschiedlich breiten Flächen an der Basis (1,60 m, 0,80 m, 1,80 m und 1,70 m). 
Der Menhir wurde 1889 als Monument historique eingestuft.